# Hörnchenbergtunnel
Der Hörnchenbergtunnel liegt im Zuge der BAB 62 Landstuhl – Pirmasens und umfährt Landstuhl. Im Jahre 1989 wurde der Tunnel im Rohbau fertiggestellt und 1991 dem Verkehr übergeben. Er liegt auf der Gemarkung Landstuhl und durchquert den Hörnchenberg. Im Jahr 1990 lief die Aktion Lindwurm durch den Tunnel, der damals für den Verkehr noch nicht freigegeben worden war.
Der Tunnel besteht aus zwei Röhren mit je zwei Fahrspuren, die im Richtungsverkehr betrieben werden.
Die Auslegung erfolgte auf eine Verkehrsgeschwindigkeit von
80 km/h. Die Länge der Nordröhre beträgt ca. 512 m, die der Südröhre ca. 536 m und einer Durchfahrtshöhe von 4,50 m. Die Betriebszentrale liegt außerhalb des Tunnels am Ostportal unterhalb der Tunnelröhren.
Der Tunnel hat keine direkten Fluchtwege, die über Treppenhäuser oder Stollen nach außen führen.
Ein Verbindungsstollen in der Tunnelmitte ist vorhanden.

## Tunneldaten technische Betriebsausstattung
Beleuchtungsanlage:
Adaptationsbeleuchtung Ost/West 130/130 cd/m², Durchfahrt 4,0/0,5 cd/m²
Messtechnik:
2 × 4 SI Mess-Ø, 2 × 2 CO Mess-Ø
Verkehrstechnik:
Erweiterte Ausstattung mit Portalschranken und WVZs
Sicherheitseinrichtungen:
5 Notrufstationen, 4 Notrufsäulen, Videoüberwachungsanlage mit 24 Kameras, Tunnelfunkanlage (3 × BOS, 1 × Betriebsfunk, 1 × Feuerwehrfunk 2 m) mit UKW-Einsprache, Lautsprecheranlage mit Tunnelhörner und 32 Lautsprechergruppen, Brandmeldeanlage mit Aufschaltung auf die Feuerwehr und automatischer Tunnelbrandmeldeanlage (Kapillarsystem), je Portal 1 Hydrant, aktive Leiteinrichtungen, Fluchtwegkennzeichnung mit Orientierungsbeleuchtung, Druckerhöhungsstation für Löschwasser mit 2 × 30-kW-Pumpen, Löschwassertrockenleitung mit 6 Entnehmestellen in den Tunnelröhren, Rückhaltebecken mit 102 m³ Volumen und CO-, Öl- und Füllstandsmessung, 4 × Lüfter à 37,0 / 9,5 kW.
Zentrale Anlagen:
Energieversorgung aus dem 20-kV-Netz (Ring) mit 1 Übergabestation, 1 Transformator 400 kVA, USV-Anlage 100 kVA / 15 min., Generator 200 kVA
Steuerung:
Zentrale Leittechnik mit gleichwertiger Außenstelle Autobahnmeisterei, Aufschaltung Feuerwehr sowie Aufschaltung auf 24h besetzte Stelle.